# Bole (langue)
Pour les articles homonymes, voir Bole.
Le bole (en bole : bṑ pìkkà) est une langue afro-asiatique parlée au Nigeria.

## Classification
Cette langue fait partie du sous-groupe des langues bole, qui fait lui-même partie de la sous-famille des langues tchadiques occidentales.

## Écriture
| A | B | Ɓ | C | D | Ɗ | E | G | H | I | J | K | L | M | N | O | P | R | S | T | U | V | W | Y | ʼY | Z |
| a | b | ɓ | c | d | ɗ | e | g | h | i | j | k | l | m | n | o | p | r | s | t | u | v | w | y | ʼy | z |